# (612892) 2004 TV357
(612892) 2004 TV357 est un objet transneptunien d'environ 200 km de diamètre. Il possède une résonance 1:2 avec Neptune.